# 인사이드 데이시 클로버
인사이드 데이시 클로버(Inside Daisy Clover)는 미국에서 제작된 로버트 멀리건 감독의 1965년 영화이다. 나탈리 우드 등이 주연으로 출연하였고 알란 파큘라 등이 제작에 참여하였다.

## 출연

### 주연
- 나탈리 우드
- 크리스토퍼 플러머

### 조연
- 로버트 레드포드
- 로디 맥도웰
- 루스 고든
- 캐서린 바드

## 제작진
- 원작자: 게빈 램버트
- 미술: 로버트 클랫워시
- 의상: 에디스 헤드
- 의상: 빌 토머스